# Pterartoria polysticta
Pterartoria polysticta är en spindelart som beskrevs av William Frederick Purcell 1903. Pterartoria polysticta ingår i släktet Pterartoria och familjen vargspindlar. Inga underarter finns listade i Catalogue of Life.